# Щербатов, Савва Дмитриевич
Князь Савва Дмитриевич Щербатов (умер в 1606/7) — русский государственный деятель конца XVI — начала XVII века. Стольник, воевода, московский дворянин.

## Биография
Представитель княжеского рода Щербатовых. Сын опричника и воеводы Дмитрия Михайловича Щербатова.
В конце 1580-х годов и как минимум до середины 1590-х годов был стольником. Сопровождал царя Фёдора Иоанновича в Троице-Сергиев монастырь в 1595 году, в селе Воздвиженском за государевым обедом «смотрел в стол».
В 1590—1600-х годах дважды местничал с князем Фёдором Лыковым.
Стоял с войском у Тульской засеки и Орловских ворот (1598), в дальнейшем воевода в Самаре (1599—1601) вместе с Фёдором Бирдениным-Зайцевым, затем в  Валуйках (1602—1603).
Один из московских дворян на свадьбе Лжедмитрия I: был в числе поезжан (1606).
В сентябре 1606 года послан царём В. Шуйским воеводой в Карачев. Вскоре взят в плен, замучен и убит скорее всего в Путивле приверженцами И. Болотникова.

## Семья
- сын — князь Фёдор Саввич Щербатов